# Sprout a craqué son slip
Mon derrière perd la tête ou Sprout a craqué son slip en France (The Day My Butt Went Psycho!) est une série télévisée d'animation australienne-canadienne en quarante épisodes de 22 minutes basée sur le livre The Day My Bum Went Psycho d'Andy Griffiths (en), produite par Scholastic, Nelvana et Studio Moshi, et diffusée depuis le 12 juin 2014 sur les chaînes canadiennes Teletoon et Télétoon,.
En France, la série est diffusée sur Canal J et Gulli.

## Synopsis
La série est centrée sur Zack Freeman, un adolescent de douze ans dont le meilleur ami est sa paire de fesses nommée Sprout. Avec l'aide de Sprout, Zack va combattre les méchants fessiers et tenter de devenir le plus grand botteur de fesses de tous les temps.

## Personnages
- Zackary « Zack » Freeman : Protagoniste de la série. Il est meilleur ami avec Sprout et tente de devenir le plus grand botteur de fesse de tous les temps.
- Sprout : Deutéragoniste de la série.

C'est la paire de fesse de Zack ainsi que son meilleur ami. Selon le générique, il a provoqué une guerre entre les humains et les paires de fesses. Il n'est pas très malin 
- Eleonore Sterne : Amie de Zack. C'est la fille du grand botteur de fesses, Silas Sterne. Elle déteste énormément Sprout.
- Silas Sterne : Grand botteur de fesses de l'histoire et père d'Eleonore. Il oublie toujours comment s'appelle Zack
- Page : C'est la voisine commune de Zack et Eléonore. Elle est une pom-pom girl qui adore faire des rimes. Elle est tout le temps joyeuse (à l'exception de certaines fois). Elle est secrètement amoureuse de Zack.
- Gary Fessier Blanc : Surnommé  Grand Fessier Blanc , c'est une paire de fesse. Il est d'un poids énorme et adore faire du mal. Il a toujours des plans stupides mais diaboliques. Il a deux assistants : Prince et Maurice.
- Prince : Ce sont les fesses d'un botteur de fesse qui sent très mauvais, Vincent Sent Mauvais. Il porte une couronne et sa descendance serait d'une grande famille royale. Il est un grand chanceux. Il fait partie de la bande du Grand Fessier Blanc.
- Maurice : C'est une paire de fesses idiot, qui est avec Prince au service du Grand Fessier Blanc.

## Voix québécoises
- Dany Boudreault : Zack Freeman
- Claude Gagnon : Sprout
- Rachel Graton : Eleanor Sterne
- Patrick Chouinard : Silas Sterne
- Lisette Dufour : Gran
- Frédéric Zacharak : Le grand fessier blanc
- François Sasseville : Prince
- Guillaume Cyr : Maurice

 Source et légende : version québécoise (VQ) sur Doublage.qc.ca

## Épisodes

### Première saison (2013-2014)
1. Maitre péteur en rythme
2. La Légende de Big Prout
3. Le Derrière de grand-mère rigole
4. L’Élu de la bande désinée
5. Gazdiateur
6. Le MaÏtre du déguisement
7. Fessetache
8. Voyage au centre de la fosse de Métanopolis
9. L'Évacuator
10. Dans sa bulle
11. La Fête de l'harmonie
12. Mercredi de ouf !
13. L'Abri antifesses
14. Un milkshake de génie
15. Le Chevalier Noir
16. Ballonfessier
17. Jurassic Prout
18. Gastrique Instinct
19. La Chasse royale
20. Le Trône de porcelaine
21. Jeux V'idiots
22. Fesses & Furious
23. Sprout et les aventures de la puanteur perdue
24. KakahLanta
25. Le Secret de grand-mère
26. La Fesse au Bois Dormant
27. Ray le plombier
28. Le Secret des pompom girls
29. Le Grand Fessier blanc est très populaire
30. Panne générale
31. Jack a craqué son slip
32. Le Retour du chevalier Noir
33. Le Slip, c'est chic
34. Une maman de fer
35. La Mémoire dans la peau des fesses
36. Les Francs fessiers
37. Péter à souhait
38. La Planète des singes fessiers
39. Le Prince du Slipenstein
40. Phillipe TireSlip

### Deuxième saison (2015)
1. Gérard FessierBlanc
2. Des airs de vengeance
3. Une histoire qui sent mauvais
4. Nos pires voisines
5. Venus d'Uranus
6. Silas a craqué son slip
7. La Pêche au gros Rouge
8. Les Derrilleros
9. Les Cabinets de la terreur
10. Le Combat de glaces
11. Sprout n'est que le messager
12. Tornade de gaz
13. La Puantite
14. Eléonore pète léonore
15. Le Tigre ninja et le pet perdu
16. Sans queue ni tête
17. Le Côté marron de la force
18. L'Autre Retour du Chevalier Noir
19. L'Affaire Zack Freeman
20. Le Jour du lavement dernier
21. Tirer la chase ou ne pas tirer la chase
22. Les Dents de l'amer
23. Pince-moi si tu peux
24. S.O.S Mauvaises Odeurs
25. Monsieur Février
26. Doubler Double-Miche
27. La Dernière des débouche-cornes
28. Que le meilleur pue !
29. Le Dhampion des limericks
30. Butts contre Zack L'aube de la justice
31. Le Bal de Pom-pom
32. Nettoya-Thor
33. Fesses d'acier
34. Sortie par les cabinets
35. Fuite de gaz
36. Le Règlement
37. Connaître-Thor
38. Silas dit
39. Le Grand Fessier Musclé (partie 1)
40. Le Grand Fessier Musclé (partie 2)